# Romário
Romário de Souza Faria (Rio de Janeiro, 29. siječnja 1966.), ili kraće Romário, je bivši brazilski nogometaš. Romário je bio član brazilske nogometne reprezentacije 1994. godine kad su osvojili svjetsko prvenstvo. Tijekom svoje duge igračke karijere promijenio je mnogo klubova, između ostalih igrao je za Valenciju, Barcelonu i PSV. Zanimljivost je da je igrao za klubove s čak pet različitih kontinenata (jedino nije igrao u Africi). Kao kvalitetnog igrača ga je prepoznao i u Europu doveo nizozemski nogometni trener i skaut Piet de Visser.
Godine 1994. FIFA ga je proglasila najboljim svjetskim igračem, te je odabran u FIFA-inom izboru za najboljih 125 igrača svih vremena. 
Dana 20. svibnja 2007. je postigao svoj 1000. gol što su popratili mnogi mediji. Međutim, kako je Romário računao i golove iz prijateljskih utakmica te iz utakmica dok je još bio junior, FIFA je objavila kako je službeni broj golova koje je postigao 929. 

## Statistika
| Momčad                             | Golovi | Utakmica | Prosjek golova |
| Vasco da Gama                      | 326    | 410      | 0.79           |
| PSV Eindhoven                      | 163    | 165      | 0.98           |
| FC Barcelona                       | 53     | 84       | 0.63           |
| Flamengo                           | 204    | 240      | 0.85           |
| Valencia CF                        | 14     | 21       | 0.67           |
| Fluminense                         | 48     | 77       | 0.62           |
| Al Sadd SC                         | 0      | 3        | 0              |
| Miami FC                           | 22     | 29       | 0.76           |
| Adelaide United                    | 1      | 4        | 0.25           |
| Brazilska nogometna reprezentacija | 56     | 74       | 0.76           |
| Brazilska olimpijska momčad        | 15     | 11       | 1.36           |
| Juniorski klubovi                  | 77     | 127      | 0.61           |
| Ostalo                             | 21     | 13       | 1.61           |
| Ukupno                             | 1002   | 1256     | 0.79           |